# Joyce Compton
Pour les articles homonymes, voir Compton.

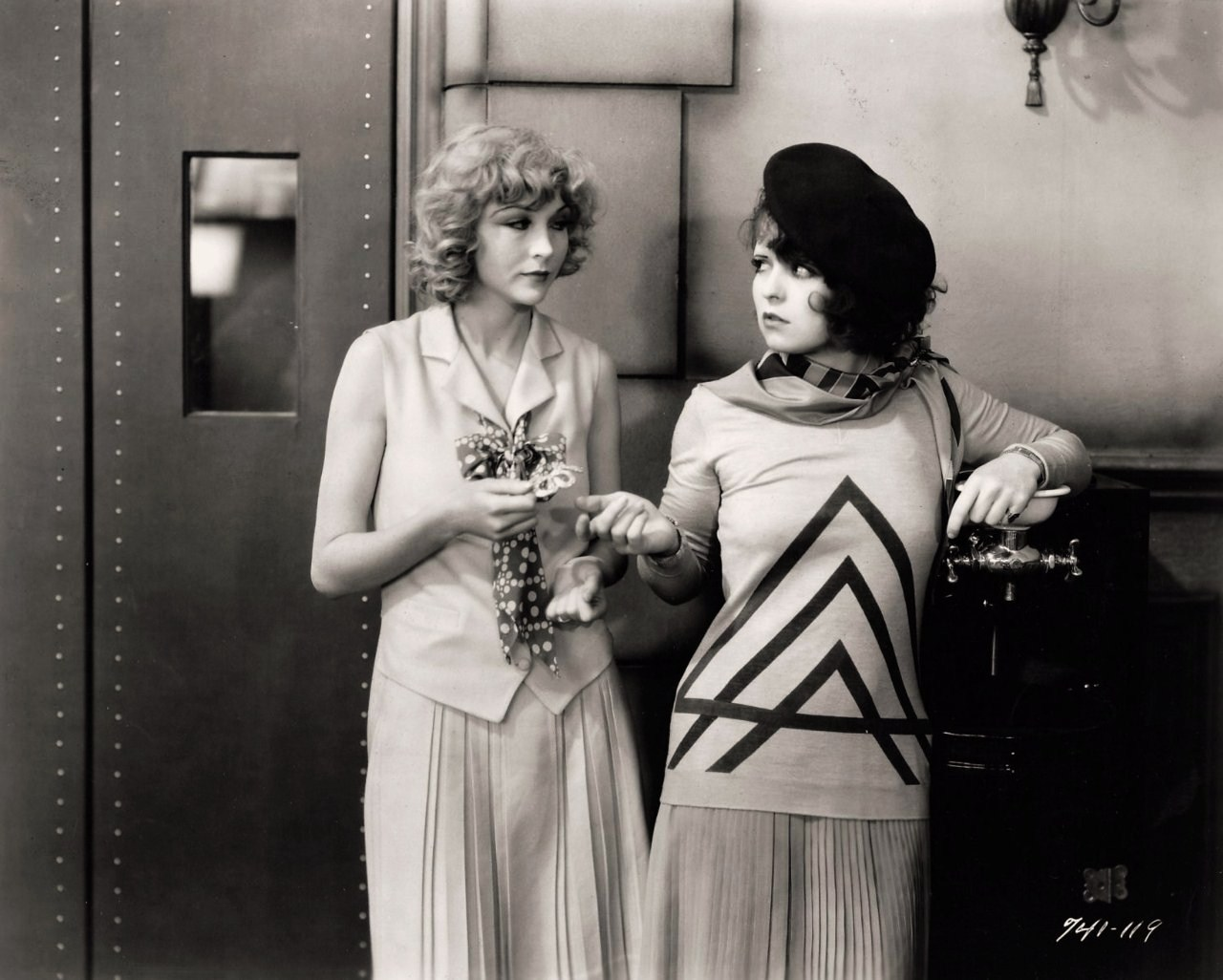
Avec Clara Bow (à d.), dans Les Endiablées (1929)

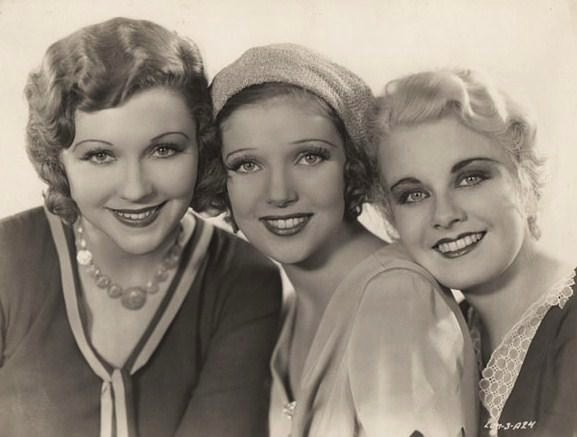
De g. à d. : Joyce Compton, Loretta Young et Joan Marsh, dans Three Girls Lost (1931, photo promotionnelle)

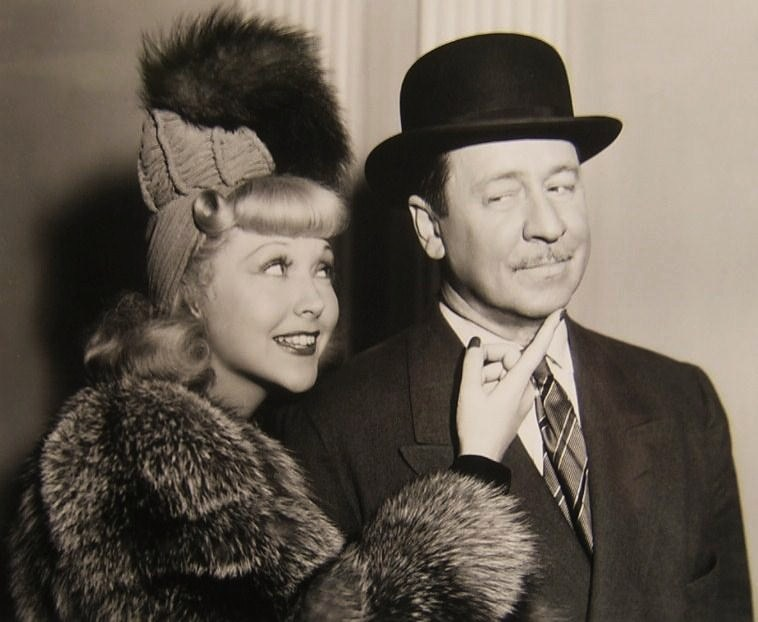
Avec Robert Benchley, dans J'épouse ma femme (1941, photo promotionnelle)

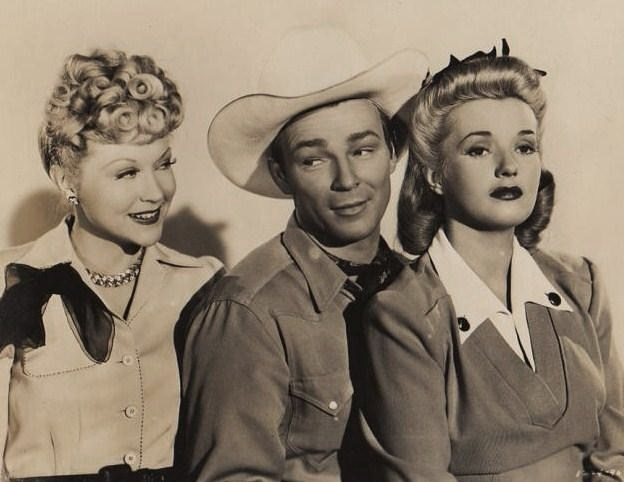
Avec Roy Rogers et Phyllis Brooks (à d.), dans Silver Spurs (1943, photo promotionnelle)

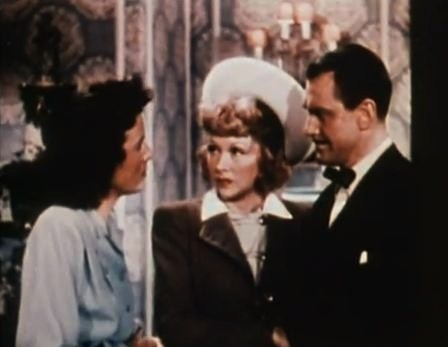
Avec Molly Lamont (à g.) et Douglas Fowley, dans Scared to Death (1947)

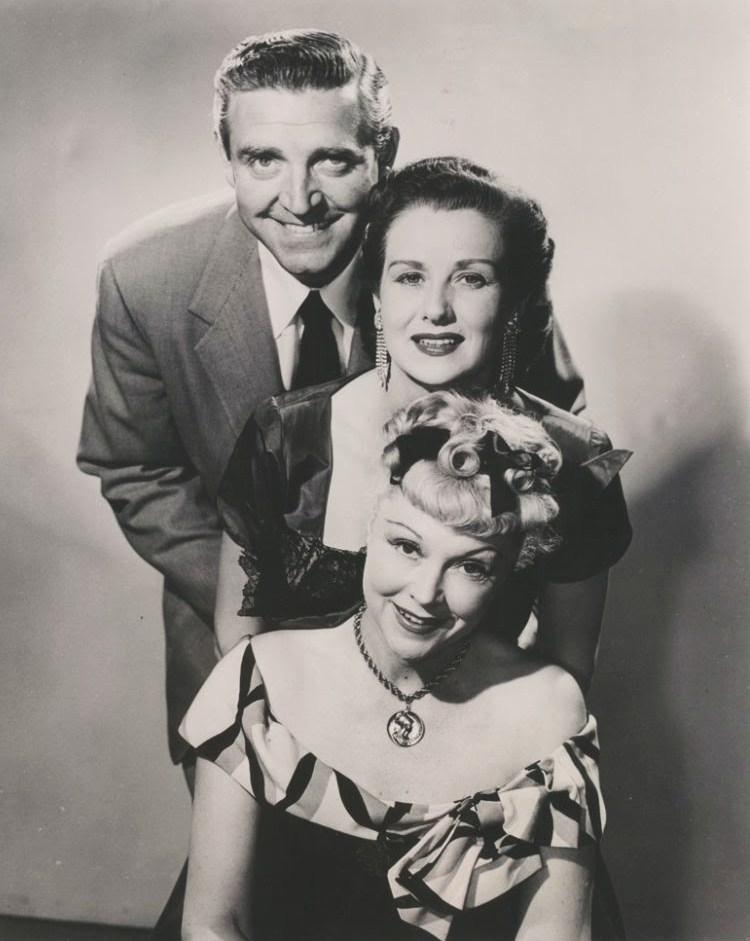
Avec Robert Paige et Ruth Warrick (au centre), dans la série Fireside Theater, épisode The Gift Horse (1953, photo promotionnelle)

(Olivia) Joyce Compton est une actrice américaine, née le 27 janvier 1907 à Lexington (Kentucky), morte le 13 octobre 1997 à Los Angeles (Californie).

## Biographie
Joyce Compton débute au cinéma dans quatre films muets sortis en 1925, dont La Danseuse de Broadway de Wesley Ruggles, avec Evelyn Brent et Theodore von Eltz. L'année suivante (1926), elle est au nombre des treize jeunes actrices (dont Mary Astor et Joan Crawford) recevant le WAMPAS Baby Stars.
Après quatre autres films muets, son premier film parlant est Les Endiablées de Dorothy Arzner, sorti en 1929, avec Clara Bow et Fredric March. Puis elle contribue régulièrement à cent-trente-huit films américains (dont de nombreuses séries B, y inclus des westerns), jusqu'à Monsieur Joe d'Ernest B. Schoedsack (avec Terry Moore et Ben Johnson), sorti en 1949.
Elle revient ensuite au cinéma pour trois ultimes films, sortis en 1957 (dont Les espions s'amusent de Josef von Sternberg, avec John Wayne et Janet Leigh) et 1958.
Parmi ses films notables, citons Wild Company (1930, avec Frank Albertson et Sharon Lynn) et Cette sacrée vérité (1937, avec Cary Grant et Irene Dunne), tous deux réalisé par Leo McCarey, J'épouse ma femme d'Alexander Hall (1941, avec Fredric March et Loretta Young) et Scared to Death de Christy Cabanne (1947, avec Béla Lugosi et George Zucco).
À la télévision, Joyce Compton apparaît dans cinq séries, disséminées entre 1953 et 1961, année où elle se retire.

## Filmographie partielle

### Au cinéma
- 1925 : Le Lit d'or (The Golden Bed) de Cecil B. DeMille
- 1925 : What Fools Men de George Archainbaud
- 1925 : La Danseuse de Broadway (Broadway Lady) de Wesley Ruggles
- 1926 : La Reine du Jazz (Syncopating Sue) de Richard Wallace
- 1927 : Ankles Preferred de John G. Blystone
- 1927 : The Border Cavalier de William Wyler
- 1928 : Soft Living de James Tinling
- 1929 : Les Endiablées (The Wild Party) de Dorothy Arzner
- 1929 : Le Vautour (The Sky Hawk) de John G. Blystone
- 1929 : La Danseuse de corde (Dangerous Curves), réalisé par Lothar Mendes
- 1930 : Salute de David Butler et John Ford
- 1930 : The Three Sisters (en) de Paul Sloane
- 1930 : Lightnin' d'Henry King
- 1930 : High Society Blues de David Butler
- 1930 : Wild Company de Leo McCarey
- 1931 : Three Girls Lost de Sidney Lanfield
- 1931 : Up Pops the Devil d'A. Edward Sutherland
- 1931 : Three Rogues de Benjamin Stoloff
- 1931 : Annabelle's Affairs d'Alfred L. Werker
- 1931 : Prudence avec les femmes (Women of All Nations) de Raoul Walsh
- 1931 : Under 18 de Archie Mayo
- 1932 : Beauty Parlor de Richard Thorpe
- 1932 : Fighting for Justice (en) d'Otto Brower
- 1932 : Lena Rivers de Phil Rosen
- 1932 : A Parisian Romance (en) de Chester M. Franklin
- 1932 : Si j'avais un million (If I Had a Million), film à sketches de James Cruze & al.
- 1932 : False Faces de Lowell Sherman
- 1932 : Lady and Gent de Stephen Roberts
- 1932 : Afraid to Talk d'Edward L. Cahn
- 1933 : Une nuit seulement (Only Yesterday) de John M. Stahl
- 1934 : The White Parade d'Irving Cummings
- 1934 : Affairs of a Gentleman d'Edwin L. Marin
- 1935 : Qui ? (College Scandal) d'Elliott Nugent
- 1935 : Le Chanteur de Broadway (King Kelly of the U.S.A.) de Leonard Fields
- 1935 : L'Ennemi public n° 1 (en) (Let 'Em Have It) de Sam Wood
- 1935 : Rustlers of Red Dog de Lew Landers (serial)
- 1935 : Le Secret magnifique (Magnificent Obsession) de John M. Stahl
- 1936 : Calibre neuf millimètres (Murder with Pictures) de Charles Barton
- 1936 : Sitting on the Moon (en) de Ralph Staub
- 1936 : Valley of the Lawless (en) de Robert N. Bradbury
- 1936 : Trapped by Television de Del Lord
- 1936 : Trois jeunes filles à la page (Three Smart Girls) d'Henry Koster
- 1936 : Love Before Breakfast de Walter Lang
- 1937 : Sea Racketeers (en) d'Hamilton MacFadden
- 1937 : On a volé cent mille dollars (We Have Our Moments) d'Alfred L. Werker
- 1937 : L'Or et la Chair (The Toast of New York) de Rowland V. Lee
- 1937 : À l'est de Shanghaï (Wings Over Honolulu) de H.C. Potter
- 1937 : Cette sacrée vérité (The Awful Truth) de Leo McCarey
- 1937 : Rhythm in the Clouds de John H. Auer
- 1937 : Crime en haute mer (China Passage) d'Edward Killy : Elaine Gentry, Customs Agent aka Mrs. Katharine 'Kate' Collins
- 1938 : La Femme aux cigarettes blondes (Trade Winds) de Tay Garnett
- 1938 : Love on a Budget d'Herbert I. Leeds
- 1938 : Le Dernier Avertissement (The Last Warning) d'Albert S. Rogell
- 1938 : Cinq jeunes filles endiablées (Spring Madness) de S. Sylvan Simon
- 1938 : Artists and Models Abroad (en) de Mitchell Leisen
- 1938 : Le Cavalier errant (Going Places) de Ray Enright
- 1938 : Women Are Like That de Stanley Logan
- 1938 : Casier judiciaire (You and Me) de Fritz Lang
- 1939 : Balalaika de Reinhold Schünzel
- 1939 : Hôtel pour femmes (Hotel for Women) de Gregory Ratoff
- 1939 : Escape to Paradise (en) de Erle C. Kenton
- 1939 : Rose de Broadway (Rose of Washington Square) de Gregory Ratoff
- 1939 : Reno (en) de John Farrow
- 1940 : Changeons de sexe (Turnabout) de Hal Roach
- 1940 : Honeymoon Deferred (en) de Lew Landers
- 1940 : Une femme dangereuse (They Drive By Night) de Raoul Walsh
- 1940 : I Take This Oath (en) ou Police Rookie de Sam Newfield
- 1940 : Ville conquise (City of Conquest) d'Anatole Litvak et Jean Negulesco
- 1940 : Sky Murder de George B. Seitz
- 1940 : Boire et Déboires (The Villain Still Pursued Her) de Edward F. Cline
- 1940 : Who Killed Aunt Maggie ? (en) de Arthur Lubin
- 1941 : La Danseuse des Folies Ziegfeld (Ziegfeld Girl) de Robert Z. Leonard et Busby Berkeley
- 1941 : Scattergood Meets Broadway de Christy Cabanne
- 1941 : J'épouse ma femme (Bedtime Story) de Alexander Hall
- 1941 : Let's Make Music (en) de Leslie Goodwins
- 1941 : L'Entraîneuse fatale (Manpower) de Raoul Walsh
- 1941 : Moon Over He Shoulder de Alfred L. Werker
- 1942 : Too Many Women (en) de Bernard B. Ray
- 1942 : Pilotes de chasse (Thunder Birds) de William A. Wellman
- 1943 : Silver Spurs (en) de Joseph Kane
- 1943 : Swing Out the Blues de Malcolm St. Clair
- 1943 : A Gentle Gangster (en) de Phil Rosen
- 1945 : Hitchhike to Happiness de Joseph Santley
- 1945 : Le Roman de Mildred Pierce (Mildred Pierce) de Michael Curtiz
- 1945 : Danger Signal de Robert Florey
- 1945 : Joyeux Noël dans le Connecticut (Christmas in Connecticut) de Peter Godfrey
- 1945 : Roughly Speaking de Michael Curtiz
- 1945 : Pillow to Post de Vincent Sherman
- 1946 : Behind the Mask de Phil Karlson et William Beaudine
- 1946 : Dark Alibi (en) de Phil Karlson
- 1946 : Rendezvous with Annie d'Allan Dwan
- 1946 : Nuit et Jour (Night and Day) de Michael Curtiz
- 1947 : Exposed (en) de George Blair
- 1947 : Scared to Death de Christy Cabanne
- 1947 : Linda Be Good de Frank McDonald
- 1948 : Mon héros (A Southern Yankee) d'Edward Sedgwick
- 1948 : Incident (en) de William Beaudine
- 1948 : Raccrochez, c'est une erreur (Sorry, Wrong Number) d'Anatole Litvak
- 1949 : Monsieur Joe (Mighty Joe Young) d'Ernest B. Schoedsack
- 1957 : Les espions s'amusent (Jet Pilot) de Josef von Sternberg
- 1958 : Girl in the Woods (en) de Tom Gries

### À la télévision (séries)
- 1953 : Fireside Theater (en)
  - Saison 5, épisode 32 The Gift Horse de Frank Wisbar
- 1958 : The Adventures of Jim Bowie (en)
  - Saison 2, épisode 20 Pirate on Horseback de George Archainbaud
- 1961 : Pete and Gladys (en)
  - Saison 1, épisode 16 Glady's Political Campaign

## Récompenses et distinctions
- 1926 : WAMPAS Baby Stars.